# 小行星11740
小行星11740（11740 Georgesmith）是一颗绕太阳运转的小行星，为主小行星带小行星。该小行星于1998年10月22日发现。

## 轨道参数
小行星11740的轨道半长轴为2.9063392 UA，离心率为0.019。